# Посібеєв Григорій Андрійович
Григорій Андрійович Посібеєв (23 жовтня 1935, село Марі-Малмиж Малмизького району, тепер Кіровської області, Російська Федерація — 9 червня 2002, місто Кінгісепп Ленінградської області, Російська Федерація) — радянський державний діяч, 1-й секретар Марійського обласного комітету КПРС. Кандидат у члени ЦК КПРС у 1981—1990 роках. Член ЦК КПРС у 1990—1991 роках. Депутат Верховної Ради СРСР 11-го скликання. Народний депутат СРСР у 1989—1991 роках.

## Життєпис
Закінчив школу в селі Марі-Малмиж, а потім сільськогосподарський технікум в селі Савалі Малмизького району Кіровської області.
У 1955—1960 роках — студент економічного факультету Ленінградського сільськогосподарського інституту.
Член КПРС з 1959 року.
У 1959—1961 роках — 1-й секретар Пушкінського районного комітету ВЛКСМ міста Ленінграда.
У 1961—1963 роках — головний агроном радгоспу «Подборовский» Ленінградської області.
У 1963—1965 роках — 2-й секретар Ленінградського сільського обласного комітету ВЛКСМ. У 1965—1967 роках — секретар Ленінградського обласного комітету ВЛКСМ.
У 1967—1968 роках — 2-й секретар, у 1968—1971 роках — 1-й секретар Кінгісеппського районного комітету КПРС Ленінградської області.
У 1971—1975 роках — завідувач відділу Ленінградського обласного комітету КПРС.
У 1972 році закінчив заочну Вищу партійну школу при ЦК КПРС.
У 1975 — січні 1981 року — секретар Ленінградського обласного комітету КПРС.
16 січня 1981 — 23 серпня 1991 року — 1-й секретар Марійського обласного (з червня 1990 року — республіканського) комітету КПРС.
Одночасно 26 квітня — 21 серпня 1990 року — голова Верховної ради Марійської АРСР.
Потім — на пенсії в Санкт-Петербурзі та Кінгісеппі Ленінградської області.
Помер 9 червня 2002 року в місті Кінгісеппі Ленінградської області.

## Нагороди і звання
- орден Леніна (1985)
- орден Жовтневої Революції (1976)
- орден Трудового Червоного Прапора (1971)
- орден Дружби народів (1981)
- медалі